# Дискография группы «Калинов Мост»
Дискография группы Калинов Мост.

## Студийные альбомы
| Год выпуска         | Год записи | Название          | Лейбл                          | Комментарий                                         |
| ------------------- | ---------- | ----------------- | ------------------------------ | --------------------------------------------------- |
| 2006                | 1986       | «Калинов мост»    | Real Records                   | единственный магнитоальбом                          |
| 1991                | 1990       | «Выворотень»      | SNC Records                    |                                                     |
| 1992 (LP) 1994 (CD) | 1991       | «Дарза»           | Экокультура (LP) D.L.Lota (CD) |                                                     |
| 1993                | 1991       | «Узарень»         | SNC Records                    |                                                     |
| 1994                | 1992       | «Ливень»          | SNC Records                    | полуакустический альбом, записанный живьём в студии |
| 1994                | 1992-1993  | «Пояс Ульчи»      | SNC Records                    | участие в записи Сергея Мазаева и Инны Желанной     |
| 1998                | 1998       | «Оружие»          | SoLyd Records                  |                                                     |
| 2001                | 1999-2001  | «Руда»            | SoLyd Records                  | запись неизданных песен периода 1983-88 годов       |
| 2006                | 2003-2005  | «SWA»             | Real Records                   |                                                     |
| 2007                | 2006       | «Ледяной походъ»  | Navigator Records              |                                                     |
| 2009                | 2008       | «Сердце»          | Navigator Records              |                                                     |
| 2010                | 2009       | «€$X@†O»          | Navigator Records              |                                                     |
| 2012                | 2010-2011  | «Золотое толокно» | Navigator Records              |                                                     |
| 2013                | 2013       | «Contra»          | Navigator Records              |                                                     |
| 2015                | 2015       | «Циклон»          | Musicdistribution              |                                                     |
| 2016                | 2016       | «Сезон овец»      |                                |                                                     |
| 2018                | 2018       | «Даурия»          |                                |                                                     |
| 2022                | 2022       | «Холсты»          |                                |                                                     |
| 2024                | 2024       | «Дастояр»         | KG ЗВУК                        |                                                     |

## Концертные альбомы
| Год выпуска | Год записи | Название                       | Лейбл           | Комментарий                                                                             |
| ----------- | ---------- | ------------------------------ | --------------- | --------------------------------------------------------------------------------------- |
| 1994        | 1993       | «Никак 406»                    | АВМ             | запись концерта в клубе «А» города Москвы                                               |
| 1995        | 1995       | «Травень»                      | SNC Records     | запись прямого эфира телекомпании «Свежий ветер»                                        |
| 1996        | 1987       | «Надо было»                    | D.L.Lota        | запись концерта на рок-фестивале в Новосибирске                                         |
| 1997        | 1986-1991  | «Мелодии голых ветвей»         | Moroz Records   | сборник архивных электрических концертных записей                                       |
| 1997        | 1988-1989  | «Вольница»                     | Moroz Records   | сборник, составленный из записей, сделанных на пяти новосибирских концертах             |
| 1997        | 1994       | «Покориться весне»             | Отделение Выход | запись акустического концерта в клубе «VOX», Москва                                     |
| 1998        | 1997       | «Живая коллекция»              | Союз            | концерт в студии «Останкино»                                                            |
| 2000        | 1999       | «Катунь»                       | WWW Records     | запись концерта в Горном Алтае 10 июля 1999 года                                        |
| 2006        | 1990       | «Заворотень»                   | Real Records    | Запись - декабрь 1990 г. 1-е общежитие НЭТИ, г. Новосибирск                             |
| 2006        | 1992       | «Дарза Live»                   | Real Records    | Презентация альбома "Дарза" в ДК Железнодорожников, г. Новосибирск, 9-10 апреля 1992 г. |
| 2006        | 1997       | «Надо было live 10 лет спустя» | Real Records    | Запись сделана в ККК им. Маяковского, г. Новосибирск, 6 июня 1997 г.                    |

## Сборники
| Год выпуска | Год записи | Название                         | Лейбл             | Комментарий |
| ----------- | ---------- | -------------------------------- | ----------------- | --- |
| 1997        | 1988-1997  | «Легенды русского рока»          | Moroz Records     | |
| 1999        | 1987-1999  | «Улетай»                         | Real Records      | одна новая композиция «Отношения», две неиздававшихся концертные версии песен «Пойдём со мной» и «Честное слово» |
| 2006        | 1997-1998  | «Оружие Made In Siberia часть 2» | Real Records      | Запись, сведение: студия им. С. Бугаева, г. Новосибирск, ноябрь 1997 г., февраль 1998 г.                         |
| 2008        | 1986-2005  | «Новая коллекция. Лучшие песни»  | «Монолит Рекордс» | |

## Синглы
| Год выпуска | Год записи | Название    | Лейбл       | Комментарий |
| ----------- | ---------- | ----------- | ----------- | ----------- |
| 1998        | 1998       | «Родная»    | без лейбла  | радиосингл  |
| 2000        | 2000       | «Иерусалим» | WWW Records | макси-сингл |

## Кооперации
- «Серебро и слёзы» — трибьют-альбом, посвященный памяти Александра Башлачёва, записанный в 2010 году и выпущенный в ноябре 2014 года. Автором идеи и почти всех аранжировок является Дмитрий Ревякин и его группа Калинов мост, они же записали большую часть аккомпанемента.
- «Tribute Калинов мост» — трибьют, посвященный самой группе. Вышел в 2016 году.
- «Tribute Калинов мост 2018» — вторая часть трибьюта. Вышла 22 декабря 2018 года..

## Видеоальбомы (DVD)
| Год выпуска | Год записи | Название                               | Лейбл                     | Комментарий                                                                                      |
| ----------- | ---------- | -------------------------------------- | ------------------------- | ------------------------------------------------------------------------------------------------ |
| 1997        | 1997       | «Высекать мосты»                       | Moroz Records             | концерт в Д/К им. Горбунова, прошедший 28 февраля 1997 года                                      |
| 2009        | 2007       | «Ледяной поход»                        | «Северный Ветер»          | концерт-презентация альбома «Ледяной поход» в ДК Ленсовета (Санкт-Петербург) 18 ноября 2007 года |
| 2010        | 2007       | «Жатва. Catharsis Quest»               | Navigator Records         | концерт-презентация альбома «Жатва» Дмитрия Ревякина, записанный в ЦДХ (Москва) 1 июня 2007      |
| 2013        | 2009       | «Честное слово · Live Санкт-Петербург» | ООО «ТО "Северный Ветер"» | Концерт состоялся 21 февраля 2009 года в ДК Ленсовета (г. Санкт-Петербург)                       |

## Переиздания

### Серия «Быль» отMoroz Records
Данная серия выпущена лейблом Moroz Records в 1997 году, большинство записей издано впервые. Заявленные на обложках дисков серии альбомы «Выворотень», «Узарень», «Ливень», «Пояс Ульчи», «Травень» переизданы не были. Выпущенные диски серии: